# 匡远街道
匡远街道，是中华人民共和国云南省昆明市宜良县下辖的一个乡镇级行政单位，位于县境中部，为县人民政府驻地，为全县政治、经济和文化中心。

## 建制沿革
明代洪武二十四年（1391年）在境内雉山北麓始建砖城，为宜良县最早的县城。清代乾隆年间（1739～1759年）为近城乡。民国元年（1912年）为近城区，民国29年（1940年）分置匡山、清远两镇，民国35年（1946年）设匡远镇。1958年并入蓬莱公社，1960年析设城市人民公社，1970年称东风人民公社，1981年恢复称匡远镇。2006年3月蓬莱乡并入，2009年9月南羊镇并入。2011年4月匡远镇撤镇设立匡远街道办事处。2018年2月12日，匡远街道析置为匡远街道和南羊街道。

## 行政区划
匡远街道下辖以下地区：
新华社区、清远社区、里仁社区、匡山社区、匡远社区、发达社区、金星社区、金梅社区、永丰社区、宝洪社区、温泉社区、李毛营社区、蓬莱社区、永新社区、木兴社区、七星社区、瑞星社区、山后社区和滇米火车站社区。